# Comté de Laois
Cet article possède un paronyme, voir Laos.
Le comté de Laois (en anglais : County Laois ; en irlandais : Contae Laoise), est une circonscription administrative de la république d'Irlande situé dans les Midlands dans la province de Leinster.
Ce petit comté (1 719 km2 pour 84 697 habitants en 2016) est le seul qui ne touche pas un comté avec un débouché maritime.

## Histoire
Il a été créé en 1557 par la reine Marie Ire d’Angleterre sous le nom de Queen's County (de même que le comté d'Offaly voisin portait le nom de King’s County). Le nom actuel lui a été donné après la guerre d'indépendance irlandaise. Portlaoise (anciennement Maryborough) en est sa capitale.
Le comté a été l'objet de deux plantations ou colonisations par des colons anglais. La première eut lieu en 1557 lorsque le comte de Sussex déposséda le clan O'More de ses terres et tenta de le remplacer par des colons anglais. Cependant cette colonisation se heurta à une longue guerre de guérilla et un tout petit nombre d’Anglais réussirent à survivre en se mettant sous la protection de garnisons de soldats.
Au XVIIe siècle, la seconde phase de colonisation eut plus de succès, avec l'arrivée de propriétaires et de métayers beaucoup plus nombreux. Un peu plus tard des huguenots venant de France y ont été installés par Guillaume d'Orange après leur participation à la guerre jacobite en Irlande.

## Économie
L'agriculture est la principale activité du comté, avec près de 70 % des terres cultivées chaque année. Le territoire abrite aussi plus de 230 000 têtes de bétail soit quatre vaches pour un habitant.
Le comté a aussi une petite industrie basée à Portloise et Mountmellick.

## Géographie

### Les villes du comté
La ville principale du comté est Portlaoise.
Les autres villes et villages sont :
- Abbeyleix, Aghaboe
- Ballaghmore, Ballickmoyler, Ballinakill, Ballybrittas, Ballyfin, Ballylynan, Ballyroan, Borris-in-Ossory
- Clonaslee, Clonenagh
- Donaghmore, Durrow
- Emo
- Mountmellick, Mountrath
- Portarlington,
- Raheen, Rathdowney, Rosenallis
- Stradbally
- Timahoe
- Vicarstown

### Comtés limitrophes
| Offaly           | Offaly         | Kildare |
| Offaly Tipperary | comté de Laois | Kildare |
| Tipperary        | Kilkenny       | Carlow  |

## Lieux notables

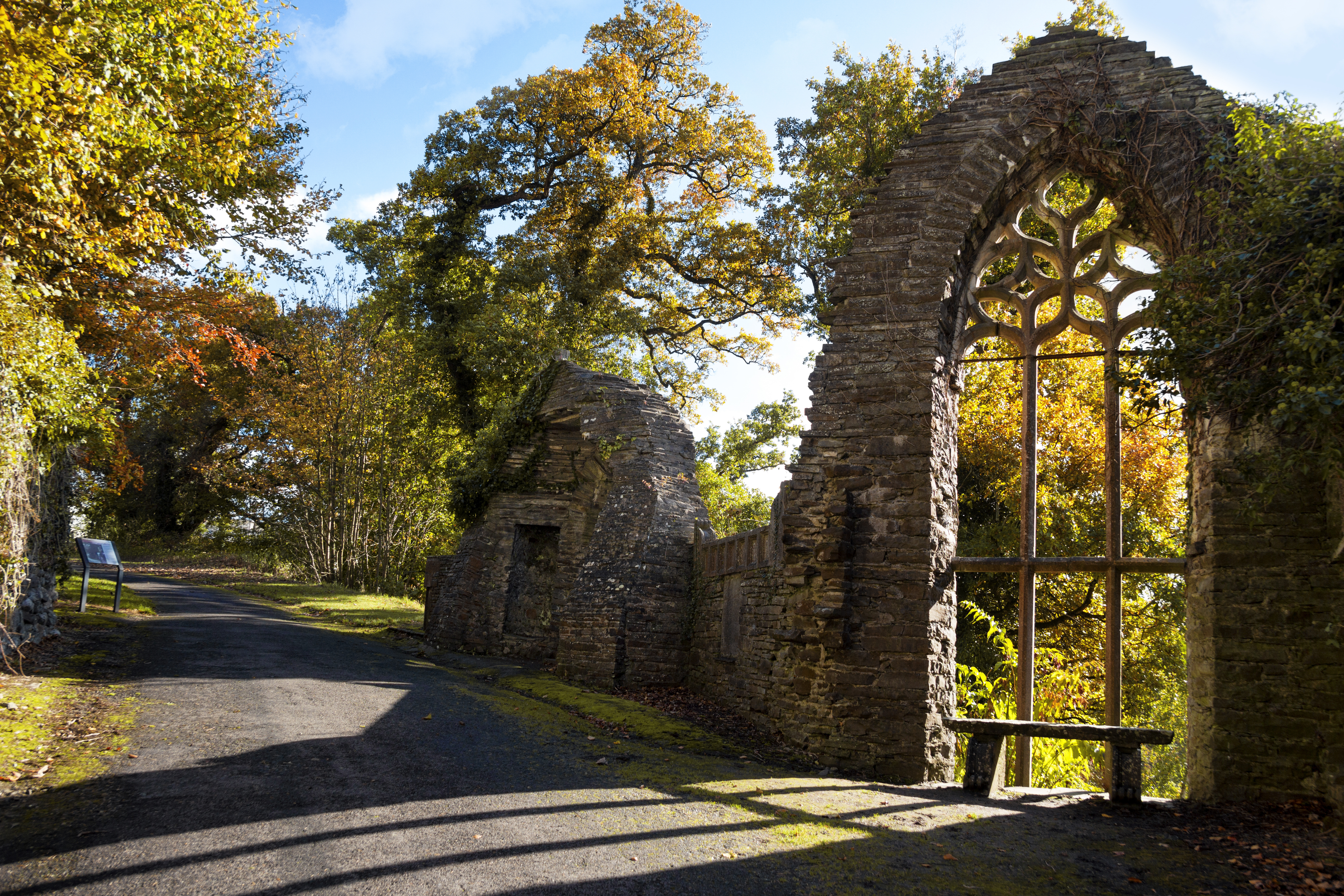
Décors pour le Heywood House Gardens, dans le comté de Laois. Octobre 2020.

- Slieve Bloom Mountains
- Castle Durrow
- Stradbally House
- Mountmellick Quaker Museum